# Steerecleus argute-serratus
Steerecleus argute-serratus är en bladmossart som beskrevs av H. Robinson 1987. Steerecleus argute-serratus ingår i släktet Steerecleus och familjen Brachytheciaceae. Inga underarter finns listade i Catalogue of Life.